# .gm
.gm es el dominio de nivel superior geográfico (ccTLD) para Gambia. Las inscripciones se toman directamente en el segundo nivel, o en el tercer nivel debajo de los siguientes nombres de segundo nivel:
Un subregistro * .gov.gm para entidades gubernamentales está delegado al Ministerio de Comunicaciones, Información e IT (MoICI).
Un subregistro * .edu.gm para instituciones educativas y recursos es delegado a la Universidad de Gambia (UTG).